# Zvara / Karakolia
Zvara/Karakolia EP es el tercer lanzamiento de la banda griega de folk rock Villagers of Ioannina City. Es un corto EP de dos canciones lanzado el 13 de noviembre de 2014 por Mantra Records.

## Estilo y grabación
Aunque solo cuenta con dos canciones, este EP cuenta con una gran colaboración de músicos, productores y otros artistas, así como un gran repertorio de instrumentos musicales tradicionales. Fue lanzado apenas seis meses después del álbum anterior Riza. El álbum fue lanzado en formato digital, también en una edición limitada de 500 copias en vinilo y otras 500 en vinilo de color carmesí, ambas numeradas a mano

## Lista de canciones
| N.º | Título      | Duración |  |
| 1.  | «Zvara»     | 5:31     |  |
| 2.  | «Karakolia» | 6:54     |  |

## Formación
- Alex Karametis - guitarra, voz
- Akis Zois - bajo
- Aris Giannopoulos - batería
- Konstantis Pistiolis - clarinete, zurna, gaita, coro
- Achilleas Radis - teclado
- PLEMBA - voz de apoyo
- Evripidis Ntinalexis - Tzouras en "Karakolia"
- Giorgos Rigas - Baglamas en "Karakolia"

### Créditos
- Asteris Partalios - ingeniero de sonido
- George Pentzikis - mezclas, producción
- Giannis Christodoulatos - masterizado
- Petros Voulgaris - carátula